# Acta Universitatis Gothoburgensis
Acta Universitatis Gothoburgensis är sedan 1962 namnet på Göteborgs universitets vetenskapliga skriftserie. 18 institutioner är utgivare av serien. Under detta sammanfattande serienamn förekommer underserier inom de flesta vetenskapsämnen.